# Eucalyptus aggregata
Eucalyptus aggregata ist eine Pflanzenart innerhalb der Familie der Myrtengewächse (Myrtaceae). Sie kommt im mittleren und südlichen Abschnitt der Great Dividing Range im Osten von New South Wales sowie im Süden von Victoria vor und wird dort „Black Gum“, „Sally“, „Messmate“, „Peppermint“, „Swamp Peppermint“ oder „Flooded Gum“ genannt.

## Beschreibung

### Erscheinungsbild und Blatt
Eucalyptus aggregata wächst als Baum, der Wuchshöhen von bis zu 18 oder 20 Meter erreicht. Er bildet einen Lignotuber aus. Die Borke verbleibt am gesamten Baum, ist grau bis grau-schwarz und fasrig-stückig mit weißen Flecken. An den kleineren Ästen (Durchmesser < 8 cm) ist sie glatt. Die Rinde der kleinen Zweige ist grün. Öldrüsen gibt es in der Borke, aber nicht im Mark der jungen Zweige.
Bei Eucalyptus aggregata liegt Heterophyllie vor. Die Laubblätter sind stets in Blattstiel und Blattspreite gegliedert. An jungen Exemplaren ist die Blattspreite bei einer Länge von 4 bis 7 cm und einer Breite von 1,5 bis 3 cm elliptisch, eiförmig, breit-lanzettlich oder lanzettlich mit glattem oder welligem Spreitenrand und matt grün. An mittelalten Exemplaren ist die Blattspreite bei einer Länge von etwa 10 cm und einer Breite von etwa 3 cm elliptisch, eiförmig oder breit-lanzettlich, gerade, ganzrandig, und matt grün. Die Blattstiele an erwachsenen Exemplaren sind 4 bis 10 mm lang. Die auf Ober- und Unterseite gleichfarbig glänzend grüne Blattspreite an erwachsenen Exemplaren ist bei einer Länge von 5 bis 12 cm und einer Breite von 1 bis 2,5 cm schmal-lanzettlich bis lanzettlich, relativ dick, gerade, verjüngt sich zur Spreitenbasis hin und besitzt ein rundes oberes Ende. Die kaum erkennbaren Seitennerven gehen in mittleren Abständen in einem spitzen oder sehr spitzen Winkel vom Mittelnerv ab. Die parallel zum Blattrand verlaufenden, sogenannten Intermarginalnerven können am Blattrand verlaufen oder von diesem deutlich abgesetzt sein, manchmal liegen sie auch doppelt vor. Auf den Blattflächen sind Öldrüsen vorhanden. Die Keimblätter (Kotyledone) sind verkehrt-nierenförmig.

### Blütenstand und Blüte
Seitenständig an einem 1 bis 5 mm langen und im Querschnitt stielrunden Blütenstandsschaft stehen in einem einfachen, unverzweigten Blütenstand etwa sieben Blüten zusammen. Die Blütenstiele sind, soweit vorhanden, bis zu 2 mm lang und stielrund. Die grünen oder gelben und nicht blaugrün bemehlten oder bereiften Blütenknospen sind bei einer Länge von 3 bis 5 mm und einem Durchmesser von 2 bis 3 mm eiförmig. Die Kelchblätter bilden eine Calyptra, die früh abfällt. Die glatte Calyptra ist halbkugelig oder konisch, kürzer, ebenso lang oder zweimal so lang wie der glatte Blütenbecher (Hypanthium) und so breit wie dieser. Die Blüten sind weiß oder cremeweiß.

### Frucht und Samen
Die Frucht ist bei einer Länge von 2 bis 4 mm und einem Durchmesser von 3 bis 5 mm halbkugelig, konisch oder verkehrt-konisch und drei- bis vierfächrig. Der Diskus ist flach oder leicht angehoben, die Fruchtfächer stehen heraus.
Die Samen sind bei einer Länge von 1,2 bis 2 mm eiförmig oder abgeflacht eiförmig, oft an einem Ende bespitzt, manchmal auch gerieft. Die grau-braune Samenschale ist auf dem Rücken glatt. Das Hilum ist mittig.

## Vorkommen und Gefährdung
Das natürliche Verbreitungsgebiet von Eucalyptus aggregata ist der nördliche und mittlere Abschnitt der Great Dividing Range in New South Wales, südlich von Bathurst. Daneben gibt es noch ein isoliertes Vorkommen bei Woodend, nördlich von Melbourne in Victoria.
Eucalyptus aggregata wächst örtlich häufig in grasigem, lichtem Wald an Wasserläufen und auf weiten, kalten Ebenen, oft zusammen mit Eucalyptus rubida, Eucalyptus viminalis, Eucalyptus stellulata, Eucalyptus dives und Eucalyptus pauciflora. Im grasigen Unterholz findet sich in den Wäldern oft Poa labillardieri und Joycea pallida. Auch in Senken, in denen sich besonders lange der Frost hält, und in Höhenlagen über 700 Meter mit starken Frösten und Schnee im Winter kommt Eucalyptus aggregata vor.
Heute ist Eucalyptus aggregata nur stellenweise verbreitet, da der größte Teil ihres ursprünglichen Verbreitungsgebietes gerodet wurde und heute landwirtschaftlich genutzt wird. Der größte Teil der heute noch existierenden Population von etwa 6.300 bis 8.100 erwachsenen Bäumen ist verstreut. Ihre Sämlinge können sich nicht gegen das umgebenden „Unkraut“ durchsetzen. Auch die Hybridisierung mit Eucalyptus viminalis und Eucalyptus dives gefährdet den Fortbestand von Eucalyptus aggregata. Die globale Erwärmung sorgt für eine frühere Erwärmung der frostigen Senken, in den Eucalyptus aggregata gedeiht. Die wissenschaftliche Kommission des „Department of Environment and Heritage of New South Wales“ hat die Einstufung von Eucalyptus aggregata als „vulnerable“ = „gefährdet“ vorgeschlagen.

## Systematik
Die Erstbeschreibung von Eucalyptus aggregata erfolgte 1900 durch Henry Deane und Joseph Maiden in Proceedings of the Linnean Society of New South Wales, Volume 24 (4), S. 614. Das Typusmaterial weist die Beschriftung Wallerawang (H. D.); Rydal (J. H. M.); Jenolan Caves  (W. Blakely); near Orange, on the Cadia-road, which remains ist most western locality at present  (R. H. Cambage); Rockley and Burraga (R. H. C.). It has not been recorded north of Sydney, and its southern localities are Nimbo Station, head of the Queanbeyan River, also Crookwell (H. D.) and Fagan’s Creek, Braidwood district (Mr W. Bäuerlen, communicated by Mr R. T. Baker) auf. Das Artepitheton aggregata ist vom lateinischen Wort „aggregatus“ für gruppiert abgeleitet, was sich auf die Früchte bezieht. Ein Synonym für Eucalyptus aggregata H.Deane & Maiden ist Eucalyptus rydalensis R.T.Baker & H.G.Sm.
Eucalyptus aggregata bildet mit Eucalyptus viminalis und Eucalyptus dives natürliche Hybriden.

## Nutzung
Das Holz von Eucalyptus aggregata ist sehr weich und dient ausschließlich als Brennholz. Eucalyptus aggregata wächst allerdings in Gegenden, in denen nur wenige andere Baumarten gedeihen, und dient dort mit seiner dichten Krone als guter Schattenspender. Die Laubblätter werden als Tierfutter genutzt.